# Lucrezia Bori

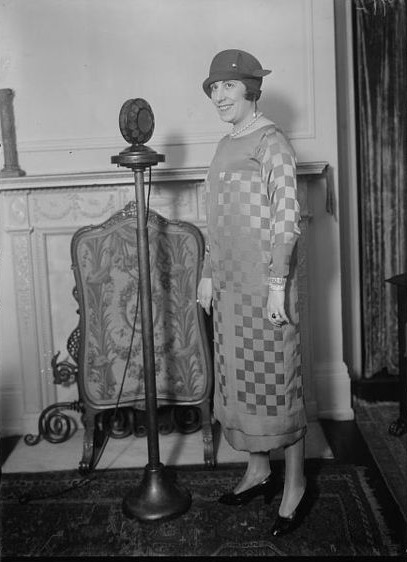
Lucrezia Bori

Lucrezia Bori o Lucrècia Borja (València, 24 de desembre de 1887 – Nova York, 14 de maig de 1960) va ser una cèlebre cantant valenciana d'òpera, una soprano lírica. El seu nom era Lucrècia Borja i González de Riancho però va actuar amb el pseudònim de Lucrezia Bori.
Passa la infantesa a Borriana (Plana Baixa) i estudia cant a València. Perfecciona a Itàlia on va canviar el cognom valencià-català de Borja pel de Bori, perquè la llegenda negra dels Borja (família de Xàtiva que va comptar amb dos papes: Calixt III i Alexandre VI) podia perjudicar-ne la carrera artística. No està documentada la seua descendència dels Borja de Gandia i l'altra hipòtesi és que el cognom provingués d'una família vinguda des de l'illa de Malta.
A València va participar en un concert benèfic al principi de la seua carrera. Se'n va a Itàlia on estudia a Milà amb M. Vidal. El 1908 debuta oficialment al Teatro Adriano de Roma, amb Carmen en el paper de Micaela.
El 1910 canta al San Carlo de Nàpols, al costat d'Enrico Caruso i Pasquale Amato en Manon Lescaut i Madama Butterfly. A la temporada següent debuta a la Scala de Milà amb Carolina en Il matrimonio segreto de Domenico Cimarosa i estrena El cavaller de la rosa de Richard Strauss amb el paper d'Octavian. Encara a Milà, interpretarà Il matrimonio segreto, Les alegres comares de Windsor i Falstaff, entre altres òperes. L'any 1910, a París, canta Manon Lescaut amb Caruso.
El 9 de juny de 1910 arriba al Metropolitan de Nova York, amb Manon Lescaut. En aquesta sala interpretaria més de sis-centes representacions de vint-i-vuit òperes diferents. Des del 1911 al 1914 actua més de cinquanta vegades al Teatre Colón de Buenos Aires. El 1912 actua a Cuba.
El 1912, al Metropolitan, torna a interpretar Manon Lescaut amb Caruso. Triomfa durant quatre temporades fins que el 1915 li descobreixen nòduls a les cordes vocals. L'operen cirurgians recomanats per Caruso. Passa quatre anys sense parlar i torna a l'escena l'any 1919 a Montecarlo en el paper de Mimì de La Bohème. Després de l'èxit torna al Metropolitan de Nova York el 1921 en el paper de Mimì. El 1921 va tornar als estudis Victor, on participa en diverses gravacions. El 1922 va participar en l'estrena als Estats Units, al Metropolitan, de Così fan tutte de Mozart.
El 29 de març de 1936 acabaria oficialment la carrera artística en el Metropolitan, amb una gala de comiat en honor seu. Lucrècia va cantar escenes de Manon i La Traviata, amb contribucions de Flagstad, Melchior, Rethberg, Pinza, Ponselle, Martinelli, Tibbett i Richard Crooks. El dia 2 d'abril de 1936 va cantar per última vegada una òpera amb la companyia del MET, en aquest cas al Lyric Theatre de Baltimore: La Bohème de Puccini. N'era la seua 628a aparició amb la companyia.
Mor a Nova York, el 14 de maig de 1960, víctima d'un accident vascular cerebral. Les seues despulles descansen al Cementeri Municipal de València, al mausoleu familiar.